# Wet (Barbra Streisand)
Wet è un album in studio della cantante statunitense Barbra Streisand, pubblicato nel 1979. È un concept album sull'acqua.

## Tracce
1. Wet (Sue Sheridan, Barbra Streisand, David Wolfert) – 4:23
2. Come Rain or Come Shine (Harold Arlen, Johnny Mercer) – 3:49
3. Splish Splash (Bobby Darin, Jean Murray, additional new lyrics by Barbra Streisand) – 4:06
4. On Rainy Afternoons (Alan Bergman, Marilyn Bergman, Lalo Schifrin) – 4:20
5. After the Rain (Alan Bergman, Marilyn Bergman, Michel Legrand) – 5:08
6. No More Tears (Enough Is Enough) (Paul Jabara, Bruce Roberts) (con Donna Summer) – 8:19
7. Niagara (Carole Bayer Sager, Marvin Hamlisch, Bruce Roberts) – 4:37
8. I Ain't Gonna Cry Tonight (Alan Gordon) – 3:44
9. Kiss Me in the Rain (Santo "Sandy" Farina, Lisa Ratner) – 4:20